# Haruka Umeda
Haruka Umeda (梅田悠, Umeda Haruka), née le 15 mars 1988 à Matsusaka dans la préfecture de Mie, au Japon, est une chanteuse, idole japonaise du groupe de J-pop SDN48.